# Яакко Лехтовірта
Яакко Лехтовірта (фін. Jaakko Lehtovirta) — фінський історик та дипломат. Надзвичайний і Повноважний Посол Фінляндії в Україні з резиденцією у Києві (з 2022).

## Біографія
Вивчав історію в Університету Турку. Після закінчення у 1990-ті роки працював в Інституті історії Університету Турку, а його дисертація про портрет правителя Івана Грозного була опублікована в 1999 році. Він має ступінь доктора філософії.
З 2001 року на дипломатичній роботі у Міністерстві закордонних справ Фінляндії. Перше призначення за кордон було в представництві Фінляндії при ООН у Нью-Йорку. Звідти був направлений до посольства Фінляндії у Малайзії в Куала-Лумпурі. У 2008 році повернувся на батьківщину, де його призначили в Департамент з питань Росії Міністерства закордонних справ Фінляндії. У 2010 році Лехтовірта був призначений керівником політичного сектору посольства Фінляндії в Москві. Робота полягала в тому, щоб відстежувати зовнішню політику Росії та внутрішньополітичні події та повідомляти про них. У 2013 році Лехтовірта вирушив до Токіо як другий секретар Посольства Фінляндії в Японії. У 2016 році Лехтовірта повернувся до Фінляндії та був призначений директором Департаменту з питань Росії Міністерства закордонних справ Фінляндії. З 2018 року Лехтовірта жив у Вашингтоні, де працював провідним експертом Atlantic Council, в мозковому центрі, який спеціалізується на підтримці американо-європейських відносин.
З 2019 року працював радником у відділі планування та досліджень Міністерства закордонних справ Фінляндії та був головним викладачем на курсах національної оборони.
З 1 вересня 2022 року — Надзвичайний і Повноважний Посол Фінляндії в Україні з резиденцією у Києві. 26 вересня 2022 року — вручив копії вірчих грамот заступникові міністра закордонних справ України Євгену Перебийнісу.
20 січня 2023 року — вручив вірчі грамоти Президенту України Володимиру Зеленському

## Наукові публікації
- Ivan IV as Emperor: The Imperial Theme in the Establishment of Muscovite Tsardom. Jaakko Lehtovirta/ J. Lehtovirta, 1999, pages 387.[8]